# 칠대륙 최고봉
칠대륙 최고봉(영어: Seven Summits)은 각 대륙에서 가장 높은 산을 말한다. 산악인들의 등산 목표로 많이 언급되며, 1980년대 리처드 배스에 의해 처음 언급되었다.

## 정의
대륙의 경계는 지리학, 지질학, 지정학적으로 다양한 정의가 가능하며, 따라서 최고봉도 경우에 따라 다르게 선정된다.

### 유럽
유럽과 아시아의 경계를 어떻게 하느냐에 따라 가장 높은 산은 달라질 수 있다. 유럽과 아시아의 경계로 쿠마마니치 저지를 꼽기도 하고, 캅카스산맥을 꼽기도 한다. 캅카스 맥을 경계로 삼을 경우, 해발 5,642m의 옐브루스산은 아시아와 유럽의 경계에 해당하므로, 유럽에서 가장 높은 산이 된다. 만약 쿠마마니치 저지를 경계로 삼을 경우, 옐브루스산은 아시아에 속하며, 해발 4,810m의 몽블랑산이 유럽에서 가장 높은 산이 된다.

### 오세아니아
오세아니아의 경우는 훨씬 더 복잡하다. 오스트레일리아 대륙에서 가장 높은 산은 2,228m의 코지어스코산이다. 오스트레일리아 영토에는 이보다 높은 빅벤 화산의 모슨봉(2,745m)도 있지만, 인도양의 멀리 떨어진 섬에 있어 고려 대상은 아니다. 뉴질랜드를 포함한다면, 높이 3,754m의 쿡산을 꼽을 수도 있다. 오세아니아 대륙은 지리적으로 연안의 태즈메이니아섬과 뉴기니섬을 끼고 있다. 뉴기니섬의 푼착자야산은 4,884m로 대륙 최고봉이 된다.
푼착자야산은 인도네시아의 영토에 위치하므로, 지정학적 기준으로 보면 아시아의 산으로 꼽을 수 있다. 이 경우 파푸아뉴기니에 있는 높이 4,509m의 윌헬름산이 오세아니아에서 가장 높은 산으로 꼽을 수도 있다.

### 배스와 메스너의 최고봉 목록
리처드 배스가 처음 꼽은 칠대륙 최고봉 목록에는 코지어스코산이 오세아니아의 최고봉으로 선택되었다. 라인홀트 메스너의 목록에는 코지어스코산 대신 뉴기니섬 푼착자야산이 들어갔다. 배스나 메스너 모두 유럽의 최고봉으로는 몽블랑산이 아닌 엘브루스산을 꼽았다. 다른 기준의 목록에는 유럽의 몽블랑산이나 오세아니아의 뉴기니섬 윌헬름산이 선택되기도 하였다.
| 배스 | 메스너 | 대륙       | 산 이름                          | 높이   | 산맥                 | 나라             |
| ---- | ------ | ---------- | -------------------------------- | ------ | -------------------- | ---------------- |
| ✔    | ✔      | 아시아     | 에베레스트산                     | 8,848m | 히말라야산맥         | 네팔, 중국       |
| ✔    | ✔      | 유럽       | 엘브루스산                       | 5,642m | 캅카스산맥           | 러시아           |
| ✔    | ✔      | 아프리카   | 킬리만자로산                     | 5,892m | 해당 안 됨(화산)     | 탄자니아         |
| ✔    | ✔      | 북아메리카 | 디날리산 (매킨리산)              | 6,194m | 로키산맥             | 미국             |
| ✔    | ✔      | 남아메리카 | 아콩카과산                       | 6,962m | 안데스산맥           | 아르헨티나, 칠레 |
| ✔    |        | 오세아니아 | 코지어스코산                     | 2,228m | 그레이트디바이딩산맥 | 오스트레일리아   |
|      | ✔      | 오세아니아 | 푼착자야산 (카르스턴즈 피라미드) | 4,884m | 수디르만산맥         | 인도네시아       |
| ✔    | ✔      | 남극       | 빈슨 산괴                        | 4,892m | 센티널산맥           | (없음)           |

## 같이 보기
- 8000미터 봉우리
- 탐험가 그랜드슬램